# Anisopodus gracillimus
Anisopodus gracillimus es una especie de escarabajo longicornio del género Anisopodus, tribu Acanthocinini, subfamilia Lamiinae. Fue descrita científicamente por Bates en 1863.

## Descripción
Mide 5,83-8,48 milímetros de longitud.

## Distribución
Se distribuye por Brasil.